# Believe (альбом Шер)
Believe — двадцать третий студийный альбом американской певицы и актрисы Шер, выпущенный в 1998 году и занявший четвёртое место в Billboard 200. После плохо принятого последнего альбома и смерти Сонни Боно 5 января, Шер, по настоянию своего лейбла, вернулась в студию для записи нового материала. Она начала работать с английскими продюсерами Марком Тейлором и Брайаном Роулингом. Новый альбом записывался на студиях Dreamhouse Studios в Лондоне и Soundworks studios в Нью-Йорке.
С музыкальной стороны, это смесь поп- и танцевальной музыки, с большим влиянием евродэнса, что делает альбом значительно отличающимся от предыдущей работы. Кроме-того, на альбоме можно услышать и другие жанры: техно, хаус, диско, драм-н-бейс и элементы латиноамериканской музыки. Вокально, голос Шер звучит сильнее, глубже и лучше контролируем, чем на предыдущих записях. На большинстве треков с альбома используется вокодер. Альбом раскрывает темы любви, горя, романтики и свободы.
После выпуска, альбом получил смешанные оценки критиков. Некоторые из них хвалили новое музыкальное направление певицы, однако критиковали чрезмерное использование авто-тюна в песнях. Альбом был номинирован на три премии Грэмми, получив в итоге одну — «Лучшая танцевальная запись». Альбом был очень успешен, достигнув 4-й позиции в Billboard 200, альбом был четырежды сертифицирован платиновым RIAA. Альбом возглавил чарты Германии, Австрии, Новой Зеландии, Дании и Португалии, попал в топ-10 в Великобритании, Канаде, Франции, Испании и нескольких других странах. К середине 1999 года было проданно более 20 000 000 копий данного альбома, что делает его самым коммерчески успешным альбомом конца 90х наряду с «Ray Of Light» Мадонны.
С альбома было выпущено четыре сингла, в том числе «Believe» — самый успешный сингл Шер, возглавивший чарты 23 стран и проданный тиражом более 11 млн копий. Затем был выпущен другой успешный сингл «Strong Enough» и куда менее успешные «All or Nothing» и «Dov'è l'amore». В рамках промоушена альбома Шер отправилась в турне Do You Believe? Tour в 1999 и 2000. Тур был хорошо принят критиками и стал коммерчески успешным. Критики отметили влияние альбома на поп-музыку, особенно распространение танцевальной музыки и ввод авто-тюна в поп-культуру; в конечном итоге эта техника известна как «эффект Шер». Критики также отметили то, как Шер по-новому преподнесла себя, при этом оставшись популярной и современной среди молодежи того периода.

## Об альбоме
После плохо встреченного предыдущего альбома It's a Man's World, Warner уговорили Шер записать танцевальный альбом. Шер начала работать над Believe летом 1998 года в Лондоне с продюсерами Марком Тейлором и Брайаном Роулингом, который ранее работал с Робом Дикинсом; также среди продюсеров были Тодд Терри ("Taxi Taxi") и Джуниор Васкес (изначально работал над "Dov'è L'Amore", но отосланную из Нью-Йорка его версию, отклонил Дикинс, предоставив работу над песней Тейлору и Роулингу ). Шер также работала со своей старой подругой Дайан Уоррен (она написала "Takin' Back My Heart") и записала кавер-версии двух песен: "The Power" (Эми Грант) и "Love Is the Groove" (Бетси Кук. Кроме того, она решила включит в альбом ремикс-версию её сингла 1988 года "We All Sleep Alone" с её альбома 1987 года Cher (альбом).
Песня "Believe" изначально была написана только Брайаном Хиггинсом, Мэттом Грейем, Стюартом МакЛенненом и Тимом Пауэлом и в течение многих месяцев циркулировала в Warner Bros. как ненужное демо. Марк Тейлор сказал: "Все любили припев, но не остальную часть песни; поскольку мы уже писали другие песни для Шер, Роб спросил нас, могли бы мы улучшить эту песню. Два наших автора, Стив Торч и Пол Барри, приняли в этом участие и в итоге мы сделали полную версию песни, которая понравилась Робу и Шер".
Во время ранних сессий, Шер записала кавер-версию песни "Love Is in the Air" Джона Пола Янга, которую она исполняла акапелла во время разговорного шоу The Magic Hour. Песня была спродюсирована и сведена Джуниором Васкесом, но не попала в финальный треклист альбома. Сейчас песня может быть найдена в интернете.
Альбом обозначил новое музыкальное направление Шер, с использованием авто-тюна, особенно в заглавной песне. Диск посвящён Сонни Боно, бывшему мужу Шер, погибшему годом ранее на горнолыжном курорте в Неваде.

## Оценки критиков
После выпуска альбом был принят смешанными отзывами критиков. Michael Gallucci назвал альбом "последним шагом к детской площадке" и сказал, что "Шер просто перемещается через тонну продюсирования с одним серым вокальным диапазоном в одну бесконечную, однообразную и предсказуемую мелодию" и поставил альбому 2,5 звезды из 5. Основная критика касалась чрезмерного использования авто-тюна, который менял голос Шер. Beth Johnson дала альбому оценку 4-, сравнив с альбомом Мадонны Ray of Light: "одну минуточку, эта танцевальная запись подражает Ray of Light, воздавая должное дням диско-музыки Донны Саммер!". Но она также отметила, что альбом "является неустойчивым, неоднородным, но мы должны полюбить то, как ярко показана Шер!".

## Коммерческий успех
Альбом дебютировал с №39 в австралийском альбомном чарте, в конечном счете достигая №13, и был сертифицирован дважды платиновым ARIA. Альбом также дебютировал с 41 позиции и достиг вершины чарта Новой Зеландии, где также был сертифицирован дважды платиновым RIANZ. Альбом достиг максимума №2 в Швеции, где стал платиновым (Believe - 73-я самая продаваемая пластинка всех времен в Швеции). Во Франции альбом занял 5 место и продержался в чарте 47 недель, был сертифицирован платиновым в этой стране. Альбом возглавил чарт Австрии и оставался там в течение 37 недель, был сертифицирован дважды платиновым. Альбом был очень успешен в мире, став самой успешной пластинкой Шер в её карьере.
В 1999 альбом получил номинацию Грэмми "Лучший вокальный поп-альбом", а заглавная песня - номинацию "Запись года". Альбом выиграл лишь одну Грэмми - за "Лучшую танцевальную запись".
В 1999 и 2000 Шер номинировалась ещё на множество наград, в том числе Billboard Music Awards - "Исполнительница года".

## Список композиций
| №   | Название                            | Автор(ы)                                                                                     | Длительность |
| --- | ----------------------------------- | -------------------------------------------------------------------------------------------- | ------------ |
| 1.  | «Believe»                           | Brian Higgins, Stuart McLennen, Paul Barry, Steven Torch, Matthew Gray, Timothy Powell, Cher | 4:01         |
| 2.  | «The Power»                         | Tommy Simms, Judson Spence                                                                   | 3:56         |
| 3.  | «Runaway»                           | Mark Taylor, Barry                                                                           | 4:46         |
| 4.  | «All or Nothing»                    | Taylor, Barry                                                                                | 3:58         |
| 5.  | «Strong Enough»                     | Taylor, Barry                                                                                | 3:46         |
| 6.  | «Dov'è l'amore»                     | Taylor, Barry                                                                                | 4:18         |
| 7.  | «Takin' Back My Heart»              | Diane Warren                                                                                 | 4:32         |
| 8.  | «Taxi Taxi»                         | Todd Terry, Mark Jordan                                                                      | 5:04         |
| 9.  | «Love Is the Groove»                | Betsy Cook, Bruce Woolley, Cher                                                              | 4:31         |
| 10. | «We All Sleep Alone» (1998 version) | Desmond Child, Jon Bon Jovi, Richie Sambora                                                  | 5:10         |

| №   | Название                            | Автор(ы)                                      | Длительность |
| --- | ----------------------------------- | --------------------------------------------- | ------------ |
| 11. | «Believe» (Club 69 Future Full Mix) | Higgins, McLennen, Barry, Torch, Gray, Powell | 9:20         |
| 12. | «Believe» (Xenomania Mix)           | Higgins, McLennen, Barry, Torch, Gray, Powell | 4:20         |

## Над альбомом работали
- Вокал: Cher
- Бэк-вокал: Tracie Ackerman
- Бэк-вокал: Sylvia Mason James
- Бэк-вокал: Paul Barry
- Продюсер: Mark Taylor
- Продюсер: Todd Terry
- Продюсер: Junior Vasquez
- Продюсер: Jamie O'Connor
- Продюсер: Brian Rawling
- Звукооператор: Jeff Taylor
- Звукооператор: Mark Taylor
- Фото: Michael Lavine

## Позиции в чартах

### Позиции в чартах и сертификации
| Страна                        | Пиковые позиции | Сертификации | Продажи   |
| ----------------------------- | --------------- | ------------ | --------- |
| Argentinian Albums Chart      |                 | Platinum     | 60,000    |
| Australian ARIA Albums Chart  | 13              | 2× Platinum  | 140,000   |
| Austrian Albums Chart         | 1               | Platinum     | 20,000    |
| Belgian Flanders Albums Chart | 3               |              |           |
| Belgian Wallonia Albums Chart | 3               |              |           |
| Canadian Albums Chart         | 2               |              |           |
| Dutch Albums Chart            | 7               | Platinum     | 100,000   |
| European Albums Chart         | —               | 4× Platinum  | 4,000,000 |
| Finnish Albums Chart          | 4               | Gold         | 32,682    |
| French Albums Chart           | 5               | Platinum     | 300,000   |
| German Albums Chart           | 1               | 2× Platinum  | 1,000,000 |
| Hungarian Albums Chart        | 3               |              |           |
| Mexican Albums Chart          | 2               | Platinum     | 250,000   |
| New Zealand Albums Chart      | 1               | 2× Platinum  | 30,000    |
| Norwegian Albums Chart        | 4               | Platinum     | 30,000    |
| Poland Albums Chart           |                 | Platinum     | 40,000    |
| Swedish Albums Chart          | 2               | Platinum     | 40,000    |
| Swiss Albums Chart            | 2               | 2× Platinum  | 100,000   |
| UK Albums Chart               | 7               | 2× Platinum  | 600,000   |
| United States Billboard 200   | 4               | 4× Platinum  | 4,000,000 |

### Годовые позиции в чартах
| Год  | Чарт                          | Позиция |
| ---- | ----------------------------- | ------- |
| 1999 | Australian ARIA Singles Chart | 23      |
| 1999 | U.S. Billboard Pop Albums     | 17      |